# Rodolphe Radau
Jean Charles Rodolphe Radau (* 22. Januar 1835 in Angerburg, Ostpreußen; † 21. Dezember 1911 in Paris) war ein deutsch-französischer Astronom.

## Leben und Werk
Radaus Vater war Direktor einer Anstalt für Taube und geistig Behinderte. Radau ging in Königsberg zur Schule und studierte 1852 bis 1857 an der Universität Königsberg Mathematik und Astronomie (unter anderem bei Christian August Friedrich Peters und Carl Gottfried Neumann), wobei er schon 1855/56 freiwilliger Mitarbeiter am Observatorium in Königsberg war. Er ging, nachdem er die astronomischen und geodätischen Beobachtungen des französischen Reisenden Antoine d'Abbadie d'Arrast (1810–1897) unter anderem in Äthiopien bearbeitet und so Kontakte geknüpft hatte, mit diesem 1858 nach Paris, wo er den Rest seiner Karriere blieb.
Ab 1866 war er Wissenschaftsjournalist bei der Revue des Deux Mondes, wo er bald darauf Herausgeber war. Er schrieb auch schon zuvor zahlreiche Beiträge als Wissenschaftsjournalist in den verschiedensten Zeitschriften, zum Beispiel dem Journal des Débats. Er war für seinen brillanten Stil bekannt und hatte weitgespannte Interessen, beispielsweise schrieb er auch ein Libretto für Jacques Offenbach. Nach kurzer Unterbrechung durch den Deutsch-Französischen Krieg (er wurde erst 1873 französischer Staatsbürger) war er wieder in Paris, gab mit Gaston Darboux den Bulletin des Sciences Mathematiques heraus und war Mitgründer des Bulletin Astronomique, in dem er auch viel veröffentlichte. Neben seiner Herausgeber- und Journalistentätigkeit setzte er seine wissenschaftlichen Arbeiten fort und gewann 1892 den Prix Damoiseau der französischen Akademie der Wissenschaften für eine Arbeit über die Störung der Mondbahn durch die Planeten. Aufgrund dieser Arbeit wurde er 1897 als Nachfolger von Félix Tisserand (mit dem er auch mehrfach zusammenarbeitete) in die französische Akademie der Wissenschaften aufgenommen.
Er wurde 1899 Mitglied des Bureau des Longitudes und widmete sich der Berechnung von Mond-Ephemeriden nach der Theorie von Charles Eugène Delaunay. Die Erstellung der Tafeln, die schon von Delaunay und Tisserand begonnen worden war, stieß aber auf Schwierigkeiten (die Störung durch die Planeten musste von Radau völlig neu entwickelt werden) und konnte von ihm erst sehr viel später fertiggestellt werden (Tables de la lune fondées sur la théorie de Delaunay, Bureau des Longitudes, Gauthier-Villars 1911). Eine weitere damals viel beachtete Arbeit war der astronomischen Theorie der Brechung in der Atmosphäre gewidmet (Annales de l'Observatoire de Paris, 1881 und 1889), für die er auch Tabellen berechnete, und eine Arbeit über die Figur der Erde, wo er die Differentialgleichung von Clairaut mit einer nach ihm benannten Transformation löste (auch als Radau-Approximation bekannt).
Er veröffentlichte 1864 einen Aufsatz, in dem er als einer der ersten elliptische Funktionen auf das Dreikörperproblem anwandte. Durch Auswertung der Beobachtungen des englischen Astronomen Richard Christopher Carrington bestimmte er ebenfalls 1864 die Rotationsdauer der Sonne in verschiedenen Breiten. Radau veröffentlichte mehrere populärwissenschaftliche Bücher zum Beispiel zur Meteorologie und Akustik (wobei er die Theorien von Hermann von Helmholtz in Frankreich bekannt machte).
1871 wurde er Ehrendoktor der Universität Königsberg. Ein Krater auf dem Mars trägt seinen Namen.

## Schriften
- Les Planètes au delà de Mercure, Paris, Au Bureau de Cosmos, 1861 (Online)
- Recherches modernes sur la conductibilité calorifique, 1862
- Le Spectre solaire, 1863
- Sur la formule barométrique, 1864
- Sur la base scientifique de la musique: analyse des recherches de M. Helmholtz, 1865
- Sur les erreurs personnelles, 1865
- Théorie des battements et des sons résultants d'après M. Helmholtz, 1865
- L'Acoustique, ou Les phénomènes du son, Hachette 1867
- L’Origine de l’homme d’après Darwin, 1871
- Les Observatoires de montagne. Les nouveaux observatoires météorologiques du Puy-de-Dôme et du Picdu-Midi de Bigorre, Gauthier-Villars 1876
- La Production houillère et l'exportation du charbon en Angleterre et en France, 1876
- Progrès récents de l'astronomie stellaire, 1876
- La Lumière et les climats, 1877
- Actinométrie, 1877
- Les Radiations chimiques du soleil, 1877
- La Photographie et ses applications scientifiques, 1877
- La Constitution intérieure de la terre, 1880
- Le Rôle des vents dans les climats chauds, Gauthier-Villars 1880
- Le Magnétisme, Librairie Hachette 1881
- Travaux concernant le problème des trois corps et la théorie des perturbations, 1881
- La Météorologie nouvelle et la prévision du temps, 1883
- Les Vêtements et les habitations dans leurs rapports avec l'atmosphère, 1883